# Palma Prieta
Palma Prieta es una localidad del estado mexicano de Guanajuato. Es parte del municipio de Dolores Hidalgo.

## Demografía
| Gráfica de evolución demográfica |
|                                  |

| Censo | Población |
| ----- | --------- |
| 1900  | 353       |
| 1910  | 349       |
| 1921  | 233       |
| 1930  | 250       |
| 1940  | 311       |
| 1950  | 319       |
| 1960  | 291       |
| 1970  | 330       |
| 1980  | 461       |
| 1990  | 764       |
| 2000  | 956       |
| 2010  | 953       |
| 2020  | 1 034     |